# Carlo I Federico di Montmorency-Luxembourg
Carlo I Federico di Montmorency-Luxembourg (Parigi, 28 febbraio 1662 – Parigi, 4 agosto 1726) è stato un nobile e generale francese.

## Biografia
Figlio primogenito del maresciallo de Luxembourg, era fratello di Cristiano Luigi di Montmorency-Luxembourg. Nel 1688 acquistò il titolo di duca di Beaufort da Luigi Giuseppe di Borbone-Vendôme, titolo che fece cambiare in duca di Montmorency con regie patenti dell'ottobre del 1689. Alla morte di suo padre nel 1695, gli succedette nel titolo di duca di Piney-Luxembourg e nei titoli ad esso annessi.
Intrapresa la carriera militare come il padre, raggiunse il rango di tenente generale ma non gli riuscì di ottenere il bastone da Maresciallo di Francia. Fu governatore della Normandia.
Alla sua morte suo figlio Carlo Federico gli succedette nei suoi titoli.

## Matrimonio e figli
Il 28 agosto 1686, Carlo Federico sposò Marie Anne d'Albert de Luynes (1671 - 1694), figlia di Charles Honoré d'Albert, duca di Chevreuse e di Luynes, pari di Francia e cavaliere degli ordini del re. De questo matrimonio nacquerodue figli:
- Marie-Henriette (1692 - 1696) ;
- François (morto in tenera età).

Il 14 febbraio 1696, si risposò in seconde nozze con Marie Gilonne Gillier de Clérembault (1677 - 1709), figlia di René Gillier de Clérembault, marchese di Clérembault e di Marmande (1614-1713) e di sua moglie, Marie Le Loup de Bellenave. Da questo matrimonio nacquero:
- Marie Renée (1697 - 1759), duchessa di Retz e Villeroi per matrimonio il 15 aprile 1716 con Louis François de Neuville, pari di Francia; celebre per la sua ninfomania al punto da essere soprannominata "Madame Fiche-le-moi";
- Carlo II Federico (1702-1764), duca di Montmorency e duca di Piney-Luxembourg, principe di Tingry;
- Françoise Gillonne (1704 - 20 marzo 1768), duchessa d'Antin e d'Epernon per matrimonio il 29 ottobre 1722 con Louis de Pardaillan de Gondrin (1688-1712), pari di Francia e governatore dell'Orleans;
- Anne (1707 - 1740), conte di Ligny e di Montmorency

## Stemma
| Image | Stemma |
| ----- | --- |
| \| \| | Carlo I Federico di Montmorency-Luxembourg Duca di Piney-Luxembourg, duca di Montmorency, cavaliere dell'Ordine dello Spirito Santo |
|       | |